# Xestoleberis curassavica
Xestoleberis curassavica is een mosselkreeftjessoort uit de familie van de Xestoleberididae. De wetenschappelijke naam van de soort is voor het eerst geldig gepubliceerd in 1939 door Klie.